# Defense of the Ancients
Defense of the Ancients (tên thường gọi DotA) là bản mod MOBA của trò chơi điện tử Warcraft III: Reign of Chaos (2002) và phiên bản mở rộng của nó, Warcraft III: Frozen Throne. Mục tiêu của màn chơi là phá hủy Ancient (Thánh tích) của đối phương, một công trình được bảo vệ nghiêm ngặt ở góc đối diện của bản đồ. Ý tưởng bản đồ cho game lấy cảm hứng từ map "Aeon of Strife" của StarCraft. Người chơi sẽ điều khiển các nhân vật gọi là "hero" (anh hùng), chiến đấu cùng với đồng đội và "creep" (lính), nhân vật do AI điều khiển. Tương tự như game nhập vai, người chơi sẽ gia tăng cấp độ cho hero của họ và dùng gold (vàng) kiếm được để mua trang bị.
Bản mod được viết bằng chương trình World Editor của game Warcraft III: Reign of Chaos. Sau này được cập nhật theo phiên bản mở rộng The Frozen Throne. Có rất nhiều phiên bản khác nhau dựa trên phiên bản gốc. Phiên bản phổ biến nhất là DotA Allstars, sau này được đơn giản hóa thành DotA. DotA đã được nhiều nhà sáng tạo bảo trì trong suốt quá trình phát triển. Nhà thiết kế game có biệt danh là IceFrog đã bảo trì trò chơi từ giữa những năm 2000.
Từ khi được phát hành, Allstars đã xuất hiện trong nhiều giải đấu thể thao điện tử trên toàn thế giới, bao gồm giải BlizzCon của Blizzard Entertainment và World Cyber Games ở Châu Á. Gamasutra từng tuyên bố rằng DotA có thể là một trong những mod game phổ biến nhất thế giới. Nhiều tạp chí điện tử còn coi DotA là nguồn cảm hứng có tầm ảnh hưởng lớn nhất cho thể loại MOBA. Nhà phát triển trò chơi điện tử Hoa Kỳ, Valve đã mua bản quyền trò chơi vào năm 2009 để phát triển game thành một loạt trò chơi, bắt đầu từ phần tiếp theo có tên là DotA 2 phát hành vào tháng 7 năm 2013.

## Cách chơi
Defense of the Ancients là một cuộc chiến giữa hai đội chơi: một đội tên là Sentinel (Hộ Vệ) và đội kia là Scourge (Tai Họa). Căn cứ người chơi của đội Sentinel nằm ở khu vực Tây Nam của bản đồ chơi, và đội Scourge ở khu vực Đông Bắc. Mỗi khu căn cứ và các đường đi chính được bảo vệ bởi các pháo đài và các đợt quân xuất hiện theo từng đợt. Ở trung tâm của các khu căn cứ là một "Ancient", một công trình cần phải phá huỷ để giành chiến thắng chung cuộc.
Mỗi người chơi sẽ điều khiển một hero (anh hùng, tướng), một nhân vật mạnh mẽ với các kỹ năng đặc biệt. Trong DotA, người chơi có thể chọn một trong 112 hero. Mỗi hero có những kỹ năng và vai trò trong chiến thuật của trò chơi khác so với các hero khác. Trò chơi được thiết kế theo hướng đồng đội cao; một người chơi riêng lẻ sẽ khó để quyết định chiến thắng cho cả đội. Dù vậy, một vài hero, nếu có đủ thời gian, có thể chống đỡ được các anh hùng của đội đối phương và làm thay đổi kết quả trận đánh một mình. Defense of the Ancients cho phép tối đa 10 người chơi trong một trận đấu (5 đấu 5) và cung cấp 2 chỗ trống cho người quan sát và trọng tài hoặc khán giả. Số người chơi thường được chia đều cho hai bên.
Vì màn chơi chủ yếu xoay quanh việc tăng cường sức mạnh cho hero nên người chơi không cần quan tâm đến các việc khác như quản lý tài nguyên hay xây dựng công trình như trong các game chiến thuật thời gian thực (real-time strategy) khác. Người chơi tập trung vào việc tiêu diệt hero đối phương, các creep đối phương do máy điều khiển hoặc creep trung lập (creep rừng), phá huỷ các công trình xây dựng để có được điểm kinh nghiệm. Khi đạt được một lượng điểm kinh nghiệm nhất định, nhân vật người chơi điều khiển sẽ tăng cấp độ. Cấp độ đạt được sẽ quyết định độ dẻo dai và sức chiến đấu của hero, đồng thời người chơi có thể nâng cấp các kỹ năng đặc biệt của hero đó. Ngoài việc thu được điểm kinh nghiệm, người chơi còn thu được gold (vàng) khi giết các đơn vị máy điều khiển, kẻ địch hoặc là đánh sập các công trình của đối phương. Gold sẽ được người chơi tấn công phát cuối cùng (last hit) nhận cả; vì thế nên người chơi phải phát triển một kỹ năng gọi là "last hitting", hay kỹ năng "canh hitpoint (máu) của mục tiêu thấp đủ để đánh chết chỉ trong một cú tấn công" . Bên cạnh đó là kĩ năng Deny Creeps, tức là tự giết quái hoặc công trình phe mình để ngăn cản đối phương thu được vàng và kinh nghiệm. Người chơi có thể sử dụng vàng để mua các món đồ để gia tăng sức mạnh hoặc đem đến các kỹ năng đặc biệt. Nhiều món đồ có thể dùng để ghép ra món khác mạnh hơn theo các công thức nhất định. Mua đồ phù hợp với anh hùng là một yếu tố chiến thuật quan trọng để chiến thắng trong trò chơi.

## Phát triển
Warcraft III là tựa thứ ba của loạt trò chơi chiến thuật thời gian thật Warcraft do Blizzard Entertainment phát triển. Giống như Warcraft II, Blizzard kèm theo trò chơi một chương trình World Editor (Tuỳ chỉnh bản đồ) chuyên dùng để người chơi sáng tạo ra các bản đồ mà qua đó có thể chơi với các người chơi khác thông qua mạng Battle.net. Những bản đồ tự tạo này có thể chỉ là một sự thay đổi đơn giản về địa hình trong trò chơi để chơi như một màn chơi bình thường hoặc có thể là một sự thay đổi hoàn toàn về thông số, đơn vị quân, sự kiện, tiêu biểu là Defense of the Ancients.
Phiên bản đầu tiên của Defense of the Ancients ra mắt vào năm 2003 từ một người thiết kế bản đồ có biệt danh là Eul. Bản Defense of the Ancients này dựa trên một bản đồ khác của trò chơi StarCraft có tên là "Aeon of Strife". Sau bản mở rộng The Frozen Throne của Warcraft và sự nâng cấp của chương trình World Editor, Eul không cập nhật bản đồ nữa. Những người thiết kế bản đồ khác liền tạo ra các bản khác theo ý muốn của mình và thêm vào đó các hero, vật phẩm và những đặc điểm mới.
Trong số các phiên bản dựa trên bản đồ của Eul có một bản tên là Allstars, được phát triển bởi Steve Feak (dưới biệt danh Guinsoo); phiên bản này về sau trở thành phiên bản phổ biến nhất của DotA. Feak nói khi anh bắt đầu phát triển Allstars, anh hoàn toàn không nghĩ rằng nó về sau lại thành công đến vậy; sự thành công vượt trội của Allstars đã khơi gợi cảm hứng cho anh phát triển một tựa game khác mà anh gọi là kiểu game hoàn toàn mới. Freak thêm vào một hệ thống công thức chế đồ để cho các vật phẩm của người chơi có thể được biến đổi, cũng như sáng tạo thêm một quái vật rừng có tên gọi Roshan (được đặt tên theo trái bóng bowling của Feak), có sức mạnh đến nỗi nếu muốn tiêu diệt thì thường phải cần đến cả đội hoặc vài hero trong đội cùng chung sức.
Feak đã dùng một kênh chat do battle.net cung cấp để cho người chơi DotA tụ tập và trao đổi nhưng bản thân DotA Allstars lại không có trang web nào chính thức cho chính nó. Những lãnh đạo của TDA, một hội chơi DotA Allstars, đề nghị thành lập một trang chính thức và duy nhất của DotA Allstar để thay thế nhiều cho nhiều trang không chính thức khác vốn hay không được cập nhận và bảo trì một cách đúng đắn. Một thành viên của TDA, "Pendragon" Mescon tạo ra một trang chính thức cho DotA Allstars là dota-allstars.com vào 14 tháng 8 năm 2004.
Cho đến khi kết thúc quá trình tham gia phát triển DotA AllStars, Feak chủ yếu góp sức vào việc tối ưu hóa bản đồ này trước khi giao lại nó cho một người tạo bản đồ khác sau phiên bản 6.01. Người tạo bản đồ này, biệt danh IceFrog, thêm vào DotA AllStars những điểm mới, hero mới và các sửa chữa khác. Mỗi phiên bản sẽ được kèm theo một nhật trình thay đổi (changelog). IceFrog nổi tiếng về tính thích ẩn dật của mình, người này từ chối được phỏng vấn, bằng chứng duy nhất cho sự đóng góp của anh ta là địa chỉ email ở trang chính thức và cái tên hiện lên ở màn hình chờ (loading screen) của bản đồ. Hiện giờ, Icefrog tiếp xúc với người chơi thông qua blog cá nhân của mình, nơi anh ta trả lời những câu hỏi về bản thân mình và về DotA AllStars. Anh ta còn đăng lên các thông tin về những bản tiếp theo của bản đồ, bao gồm những thông tin về các đơn vị quân hero tiếp theo. Tháng 10 năm 2009, Valve Corporation thuê Icefrog để đứng đầu một nhóm phát triển của một kế hoạch mà anh nói sẽ là "một tin tức tuyệt vời cho fan của DotA".
Defense of the Ancients được duy trì thông qua các diễn đàn chính thức. Người chơi có thể gửi ý tưởng cho các hero hay món đồ mới, một số trong đó sẽ được bổ sung vào bản đồ. Người chơi đã đóng góp biểu tượng và phần miêu tả các hero và tạo ra các hình ảnh được hiển thị trong khi tải các bản đồ, và góp ý cho các thay đổi cho hero hoặc đồ vật hiện tại được ghi nhận một cách nghiêm túc; IceFrog từng một lần thay đổi một hero mới chưa đầy hai tuần sau khi phiên bản mới của bản đồ được phát hành. Các phiên bản của các kịch bản nơi mà hero của đối phương được điều khiển bằng trí tuệ nhân tạo cũng đã được phát hành. Mescon tiếp tục duy trì dota-allstars.com, nơi mà vào tháng 4 năm 2009 có tới 1.500.000 thành viên đăng ký và nhận được hơn một triệu người truy cập mỗi tháng. Nhiều thành viên đội mới đã được thêm vào để cải thiện trình bày và cải tiến hệ thống của trang web. IceFrog nói rằng do xung đột lợi ích, anh sẽ tẩy chay dota-allstars.com và bắt đầu trang web riêng của mình, playdota.com, trong khi tiếp tục việc phát triển trò chơi.
Bởi vì chức năng chơi tùy chọn của 'Warcraft III không có công cụ gì để giúp cho việc chơi Defense of the Ancients, nhiều chương trình của bên thứ ba đã được người chơi sử dụng. Các công cụ được viết riêng để thử đỗ trễ (ping) của kết nối Internet của người cùng chơi, và các ván chơi có thể được đặc tên để ngăn chặn người chơi từ những vùng địa lý nhất định. Những hội chơi game như là TDA thì tự mình đặt ra và duy trì các nguyên tắc và luật lệ của riêng mình, và một người chơi có thể bị từ chối không cho chơi khi ở trong một danh sách đen (banlist).

## Tiếp nhận

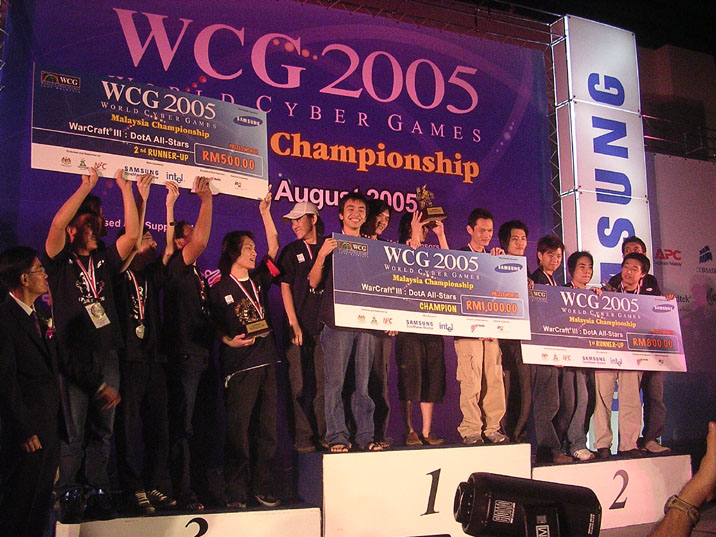
Ba đội chơi vào vòng chung kết của vòng chung kết World Cyber Games đầu tiên chơi Defense of the Ancients.

Sự nổi tiếng của Defense of the Ancient tăng theo thời gian. Bản đồ được Computer Gaming World giới thiệu trong một bài đánh giá về bản đồ và bản sửa game cho Warcraft III, và nó được gọi là "game chiến thuật theo thời gian thực cuối cùng" bởi phóng viên và nhà phát triển game Luke Smith. AllStars trở thành một bản đồ quan trọng dùng trong các cuộc đấu game, bắt đầu bằng việc BlizzCon của hãng sản xuất Warcraft III đưa nó vào chương trình thi đấu vào năm 2005. AllStars còn được đưa vào World Cyber Games tại Malaysia và Singapore từ năm 2005. Defense of the Ancients còn được đưa vào các giải chơi game nổi tiếng quốc tế Cyberathlete Amateur League và CyberEvolution leagues. Thêm vào đó, Defense of the Ancients còn xuất hiện trong Electronic Sports World Cup (ESWC) năm 2008. Oliver Paradis, quản lý thi đấu của ESWC, nói rằng sự ủng hộ của một công đồng lớn và sự phổ biến toàn cầu của Defense of the Ancient là một trong những lý do nó được chọn.
Defense of the Ancients là một trò chơi nổi tiếng ở nhiều nơi trên thế giới; ở Philippines và Thái Lan, nó được chơi nhiều như là một game nổi tiếng khác Counter-Strike. Nó đồng thời cũng nổi tiếng ở Thụy Điển và các nước Bắc Âu, nơi DotA có hẳn một bài hát về nó tên là "Vi sitter i Ventrilo och spelar DotA" của ca sĩ Thụy Điển Basshunter (ca khúc này đã đạt thứ hạng 116 ở bảng xếp hạng European 2006 và top 10 ở Thụy Điển, Na Uy và Phần Lan). Các giải thi đấu dựa trên mạng nội bộ LAN cũng là một phần của phong trào chơi DotA toàn cầu, như là các giải tại Thụy Điển và Nga; tuy vậy, vì sự thiếu các giải như thế ở Bắc Mỹ nên nhiều đội đã tự giải tán. Blizzard chỉ ra rằng DotA là một ví dụ về những gì những người tạo bản đồ tâm huyết có thể tạo ra khi sử dụng các công cụ phát triển phù hợp.

## Ảnh hưởng
Vào tháng 6 năm 2008, Michael Walbridge, viết cho trang chuyên về trò chơi Gamasutra, nói rằng DotA "có thể là bản chỉnh sửa trò chơi miễn phí và không được hỗ trợ phổ biến, được bàn đến nhiều nhất thế giới". Chỉ đến một cộng đồng lớn của DotA, Walbridge nói rằng DotA chứng tỏ một trò chơi cho cộng đồng sẽ [được phát triển] dễ dàng hơn nếu được chính cộng đồng hỗ trợ, và đó mà một trong những sức mạnh to lớn nhất của DotA. Defense of the Ancients đã được ghi nhận là game ảnh hưởng đến trò chơi năm 2009 Demigod, với nhà phát hành GameSpy chú thích rằng chủ đề của trò chơi xoanh quanh các vị thần "[chơi] DotA ở đời thực". Guinsoo đang ứng dụng các quy trình làm việc và bài học anh học được từ Defense of the Ancients vào trò chơi anh đang phát triển tên là League of Legends. Một trò chơi khác dựa trên DotA nữa là Heroes of Newerth.
Năm 2011, nhà phát triển game Valve (nhà sản xuất dòng game Counter Strike nổi tiếng) mời tác giả phát triển map DotA trở thành một huyền thoại như ngày nay là IceFrog về công ty và phát triển Dota 2, hiện nay Dota 2 đã hoàn thiện với phiên bản 7.07d.
Năm 2015, Icefrog đã phát hành phiên bản 6.88 giống với những chỉnh sửa của trò chơi Dota 2. Bản mới nhất của DotA là 6.88V và IceFrog cho biết anh sẽ tiếp tục làm DotA khi nào cộng đồng muốn.